# Großer Preis von San Marino 1985
Der Große Preis von San Marino 1985 (offiziell V Gran Premio di San Marino) fand am 5. Mai auf dem Autodromo Dino Ferrari in Imola statt und war das dritte Rennen der Formel-1-Weltmeisterschaft 1985.

## Berichte

### Hintergrund
Minardi trat fortan mit Turbomotoren des Herstellers Motori Moderni an. Somit blieb Tyrrell das einzige Team, das nach wie vor konventionelle Saugmotoren einsetzte. Toleman war, wie schon bei den beiden vorangegangenen Rennen, wiederum nicht am Start; das Team hatte nach wie vor keinen Reifenvertrag. Der Große Preis von San Marino 1985 war das letzte Rennen des britischen Teams Spirit, das in der darauf folgenden Woche den Betrieb einstellte und den mit Pirelli bestehenden Reifenvertrag an Toleman weitergab.

### Training
Ayrton Senna qualifizierte sich zum zweiten Mal in Folge für die Pole-Position. Sein Teamkollege Elio de Angelis folgte auf dem dritten Startplatz hinter Keke Rosberg und vor Michele Alboreto. Thierry Boutsen überzeugte als Fünftschnellster des Trainings vor Alain Prost, Nigel Mansell und Niki Lauda. Erst auf dem neunten Platz folgte mit Nelson Piquet der erste der mit Pirelli-Reifen ausgestatteten Fahrer.

### Rennen
Wie schon zwei Wochen zuvor in Portugal ergab sich bereits nach wenigen Metern eine Doppelführung für die beiden Lotus-Piloten. Alboreto folgte vor Prost und dem erneut schlecht startenden Rosberg. In der sechsten Runde nahm Lauda den fünften Rang ein.
In der zehnten Runde wurde de Angelis von Alboreto überholt. Die beiden McLaren-Piloten folgten innerhalb der nächsten sieben Umläufe. Als Alboreto in Runde 23 aufgrund eines Elektrikschadens zurückfiel und schließlich aufgeben musste, schienen zunächst Prost und Lauda die aussichtsreichsten Verfolger des Führenden Senna zu sein. Als Lauda sich jedoch in Runde 24 drehte, gelangte de Angelis zurück auf den dritten Rang, gefolgt von Stefan Johansson. Diesem gelang es, innerhalb von acht Runden alle vier vor ihm liegenden Kontrahenten zu überholen und in der 57. Runde die Führung zu übernehmen. Dies wurde allerdings dadurch begünstigt, dass Senna kurz zuvor aufgrund von Kraftstoffmangel ausgeschieden war. Das gleiche Schicksal ereilte jedoch wenig später auch Johansson, sodass seine Führung lediglich eine Runde währte.
Prost führte das Rennen in der Schlussphase vor de Angelis und Boutsen an. Auch er hatte mit Kraftstoffmangel zu kämpfen und blieb wenige Meter hinter der Ziellinie stehen. Aus demselben Grund versagte Boutsens Motor bereits während der letzten Runde, sodass er nur noch in Richtung des Ziels rollen konnte und unsicher war, ob er es schaffen würde. Sein Wagen blieb schließlich exakt auf der Ziellinie stehen. Da dies jedoch ausreichte, um den elektronischen Impulsgeber der Zeitmessung auszulösen, wurde seine letzte Runde als regulär beendet gewertet.
Nach dem Rennen wurde Prost disqualifiziert, da bei einer Kontrolle im Parc fermé festgestellt wurde, dass sein Wagen zwei Kilogramm zu leicht war. de Angelis wurde somit zum Sieger erklärt und erreichte so seinen zweiten Grand-Prix-Sieg. Boutsen belegte den zweiten Platz vor Patrick Tambay, Lauda, Mansell und Johannson, der aufgrund seiner zurückgelegten Distanz noch als Sechster gewertet wurde.

## Meldeliste
| Team                           | Nr. | Fahrer             | Chassis         | Motor                         | Reifen |
| ------------------------------ | --- | ------------------ | --------------- | ----------------------------- | ------ |
| Marlboro McLaren International | 01  | Niki Lauda         | McLaren MP4/2B  | TAG/Porsche TTE PO1 1.5 V6t   | G      |
| Marlboro McLaren International | 02  | Alain Prost        | McLaren MP4/2B  | TAG/Porsche TTE PO1 1.5 V6t   | G      |
| Tyrrell Racing Organisation    | 03  | Martin Brundle     | Tyrrell 012     | Ford Cosworth DFY 3.0 V8      | G      |
| Tyrrell Racing Organisation    | 04  | Stefan Bellof      | Tyrrell 012     | Ford Cosworth DFY 3.0 V8      | G      |
| Canon Williams Honda Team      | 05  | Nigel Mansell      | Williams FW10   | Honda RA163-E 1.5 V6t         | G      |
| Canon Williams Honda Team      | 06  | Keke Rosberg       | Williams FW10   | Honda RA163-E 1.5 V6t         | G      |
| Motor Racing Developments      | 07  | Nelson Piquet      | Brabham BT54    | BMW M12/13 1.5 L4t            | P      |
| Motor Racing Developments      | 08  | François Hesnault  | Brabham BT54    | BMW M12/13 1.5 L4t            | P      |
| Skoal Bandit Formula 1 Team    | 09  | Manfred Winkelhock | RAM 03          | Hart 415T 1.5 L4t             | P      |
| Skoal Bandit Formula 1 Team    | 10  | Philippe Alliot    | RAM 03          | Hart 415T 1.5 L4t             | P      |
| John Player Special Team Lotus | 11  | Elio de Angelis    | Lotus 97T       | Renault EF4 1.5 V6t           | G      |
| John Player Special Team Lotus | 12  | Ayrton Senna       | Lotus 97T       | Renault EF4 1.5 V6t           | G      |
| Équipe Renault Elf             | 15  | Patrick Tambay     | Renault RE60    | Renault EF4B 1.5 V6t          | G      |
| Équipe Renault Elf             | 16  | Derek Warwick      | Renault RE60    | Renault EF4B 1.5 V6t          | G      |
| Barclay Arrows BMW             | 17  | Gerhard Berger     | Arrows A8       | BMW M12/13 1.5 L4t            | G      |
| Barclay Arrows BMW             | 18  | Thierry Boutsen    | Arrows A8       | BMW M12/13 1.5 L4t            | G      |
| Spirit Enterprises Ltd.        | 21  | Mauro Baldi        | Spirit 101D     | Hart 415T 1.5 L4t             | P      |
| Benetton Team Alfa Romeo       | 22  | Riccardo Patrese   | Alfa Romeo 185T | Alfa Romeo 890T 1.5 V8t       | G      |
| Benetton Team Alfa Romeo       | 23  | Eddie Cheever      | Alfa Romeo 185T | Alfa Romeo 890T 1.5 V8t       | G      |
| Osella Squadra Corse           | 24  | Piercarlo Ghinzani | Osella FA1F     | Alfa Romeo 890T 1.5 V8t       | P      |
| Équipe Ligier                  | 25  | Andrea de Cesaris  | Ligier JS25     | Renault EF4B 1.5 V6t          | P      |
| Équipe Ligier                  | 26  | Jacques Laffite    | Ligier JS25     | Renault EF4B 1.5 V6t          | P      |
| Scuderia Ferrari SpA SEFAC     | 27  | Michele Alboreto   | Ferrari 156/85  | Ferrari 031 1.5 V6t           | G      |
| Scuderia Ferrari SpA SEFAC     | 28  | Stefan Johansson   | Ferrari 156/85  | Ferrari 031 1.5 V6t           | G      |
| Minardi F1 Team                | 29  | Pierluigi Martini  | Minardi M185    | Motori Moderni 615-90 1.5 V6t | P      |
| West Zakspeed Racing           | 30  | Jonathan Palmer    | Zakspeed 841    | Zakspeed 1500/4 1.5 L4t       | G      |

## Klassifikationen

### Qualifying
| Pos. | Fahrer             | Konstrukteur           | Qualifikationstraining 1 | Qualifikationstraining 1 | Qualifikationstraining 2 | Qualifikationstraining 2 | Start |
| Pos. | Fahrer             | Konstrukteur           | Zeit                     | Ø-Geschwindigkeit        | Zeit                     | Ø-Geschwindigkeit        | Start |
| ---- | ------------------ | ---------------------- | ------------------------ | ------------------------ | ------------------------ | ------------------------ | ----- |
| 01   | Ayrton Senna       | Lotus-Renault          | 1:27,589                 | 207,149 km/h             | 1:27,327                 | 207,771 km/h             | 01    |
| 02   | Keke Rosberg       | Williams-Honda         | 1:28,347                 | 205,372 km/h             | 1:27,354                 | 207,707 km/h             | 02    |
| 03   | Elio de Angelis    | Lotus-Renault          | 1:30,325                 | 200,875 km/h             | 1:27,852                 | 206,529 km/h             | 03    |
| 04   | Michele Alboreto   | Ferrari                | 1:27,871                 | 206,485 km/h             | 1:30,637                 | 200,183 km/h             | 04    |
| 05   | Thierry Boutsen    | Arrows-BMW             | 1:28,829                 | 204,258 km/h             | 1:27,918                 | 206,374 km/h             | 05    |
| 06   | Alain Prost        | McLaren-TAG-Porsche    | 1:28,604                 | 204,776 km/h             | 1:28,099                 | 205,950 km/h             | 06    |
| 07   | Nigel Mansell      | Williams-Honda         | 1:29,756                 | 202,148 km/h             | 1:28,202                 | 205,710 km/h             | 07    |
| 08   | Niki Lauda         | McLaren-TAG-Porsche    | 1:29,413                 | 202,924 km/h             | 1:28,399                 | 205,251 km/h             | 08    |
| 09   | Nelson Piquet      | Brabham-BMW            | 1:29,427                 | 202,892 km/h             | 1:28,489                 | 205,042 km/h             | 09    |
| 10   | Gerhard Berger     | Arrows-BMW             | 1:28,697                 | 204,562 km/h             | 1:29,654                 | 202,378 km/h             | 10    |
| 11   | Patrick Tambay     | Renault                | 1:30,201                 | 201,151 km/h             | 1:29,102                 | 203,632 km/h             | 11    |
| 12   | Eddie Cheever      | Alfa Romeo             | 1:30,605                 | 200,254 km/h             | 1:29,259                 | 203,274 km/h             | 12    |
| 13   | Andrea de Cesaris  | Ligier-Renault         | 1:30,339                 | 200,843 km/h             | 1:29,406                 | 202,939 km/h             | 13    |
| 14   | Derek Warwick      | Renault                | 1:30,440                 | 200,619 km/h             | 1:29,466                 | 202,803 km/h             | 14    |
| 15   | Stefan Johansson   | Ferrari                | 1:30,240                 | 201,064 km/h             | 1:29,806                 | 202,035 km/h             | 15    |
| 16   | Jacques Laffite    | Ligier-Renault         | 1:31,625                 | 198,025 km/h             | 1:30,982                 | 199,424 km/h             | 16    |
| 17   | Jonathan Palmer    | Zakspeed               | 2:30,990                 | 120,167 km/h             | 1:31,028                 | 199,323 km/h             | 17    |
| 18   | Riccardo Patrese   | Alfa Romeo             | 1:31,388                 | 198,538 km/h             | 1:31,108                 | 199,148 km/h             | 18    |
| 19   | Pierluigi Martini  | Minardi-Motori Moderni | 1:32,770                 | 195,580 km/h             | 1:48,391                 | 167,394 km/h             | 19    |
| 20   | François Hesnault  | Brabham-BMW            | 1:33,142                 | 194,799 km/h             | 1:33,160                 | 194,762 km/h             | 20    |
| 21   | Philippe Alliot    | RAM-Hart               | 1:34,201                 | 192,609 km/h             | 2:05,041                 | 145,104 km/h             | 21    |
| 22   | Piercarlo Ghinzani | Osella-Alfa Romeo      | 1:34,974                 | 191,042 km/h             | 1:34,209                 | 192,593 km/h             | 22    |
| 23   | Manfred Winkelhock | RAM-Hart               | 1:34,936                 | 191,118 km/h             | 1:34,579                 | 191,840 km/h             | 23    |
| 24   | Stefan Bellof      | Tyrrell-Ford           | 1:35,774                 | 189,446 km/h             | 1:35,653                 | 189,686 km/h             | 24    |
| 25   | Martin Brundle     | Tyrrell-Ford           | 1:36,397                 | 188,222 km/h             | 1:36,661                 | 187,708 km/h             | 25    |
| 26   | Mauro Baldi        | Spirit-Hart            | 1:36,922                 | 187,202 km/h             | 1:38,235                 | 184,700 km/h             | 26    |

### Rennen
| Pos. | Fahrer             | Konstrukteur           | Runden | Stopps | Zeit        | Start | Schnellste Runde |
| ---- | ------------------ | ---------------------- | ------ | ------ | ----------- | ----- | ---------------- |
| 01   | Elio de Angelis    | Lotus-Renault          | 60     | 0      | 1:34:35,955 | 03    | 1:31,411 (55.)   |
| 02   | Thierry Boutsen    | Arrows-BMW             | 59     | 0      | DNF         | 05    | 1:33,448 (47.)   |
| 03   | Patrick Tambay     | Renault                | 59     | 0      | + 1 Runde   | 11    | 1:33,514 (55.)   |
| 04   | Niki Lauda         | McLaren-TAG-Porsche    | 59     | 0      | + 1 Runde   | 08    | 1:32,198 (25.)   |
| 05   | Nigel Mansell      | Williams-Honda         | 58     | 0      | DNF         | 07    | 1:33,891 (33.)   |
| 06   | Stefan Johansson   | Ferrari                | 57     | 0      | DNF         | 15    | 1:31,017 (56.)   |
| 07   | Ayrton Senna       | Lotus-Renault          | 57     | 0      | DNF         | 01    | 1:31,549 (37.)   |
| 08   | Nelson Piquet      | Brabham-BMW            | 57     | 1      | DNF         | 09    | 1:31,424 (50.)   |
| 09   | Martin Brundle     | Tyrrell-Ford           | 56     | 1      | DNF         | 25    | 1:37,887 (51.)   |
| 10   | Derek Warwick      | Renault                | 56     | 1      | + 4 Runden  | 14    | 1:33,702 (45.)   |
| –    | Eddie Cheever      | Alfa Romeo             | 50     | 0      | DNF         | 12    | 1:34,128 (34.)   |
| –    | Piercarlo Ghinzani | Osella-Alfa Romeo      | 46     | 1      | NC          | 22    | 1:36,858 (26.)   |
| –    | Michele Alboreto   | Ferrari                | 29     | 3      | DNF         | 04    | 1:30,961 (29.)   |
| –    | Manfred Winkelhock | RAM-Hart               | 27     | 0      | DNF         | 23    | 1:36,708 (08.)   |
| –    | Philippe Alliot    | RAM-Hart               | 24     | 1      | DNF         | 21    | 1:35,013 (20.)   |
| –    | Keke Rosberg       | Williams-Honda         | 23     | 0      | DNF         | 02    | 1:34,084 (20.)   |
| –    | Jacques Laffite    | Ligier-Renault         | 22     | 0      | DNF         | 16    | 1:35,245 (20.)   |
| –    | Pierluigi Martini  | Minardi-Motori Moderni | 14     | 0      | DNF         | 19    | 1:38,203 (14.)   |
| –    | Andrea de Cesaris  | Ligier-Renault         | 11     | 0      | DNF         | 13    | 1:35,856 (08.)   |
| –    | Mauro Baldi        | Spirit-Hart            | 9      | 1      | DNF         | 26    | 1:39,686 (04.)   |
| –    | François Hesnault  | Brabham-BMW            | 5      | 0      | DNF         | 20    | 1:38,906 (03.)   |
| –    | Stefan Bellof      | Tyrrell-Ford           | 5      | 1      | DNF         | 24    | 1:38,437 (03.)   |
| –    | Gerhard Berger     | Arrows-BMW             | 4      | 0      | DNF         | 10    | 1:36,239 (03.)   |
| –    | Riccardo Patrese   | Alfa Romeo             | 4      | 0      | DNF         | 18    | 1:36,422 (03.)   |
| DSQ  | Alain Prost        | McLaren-TAG-Porsche    | 60     | 0      | –           | 06    | 1:31,925 (26.)   |
| DNS  | Jonathan Palmer    | Zakspeed               | –      | –      | –           | 17    | –                |

## WM-Stände nach dem Rennen
Die ersten sechs des Rennens bekamen 9, 6, 4, 3, 2 bzw. 1 Punkt(e). In der Fahrerwertung wurden die besten elf Resultate, in der Konstrukteurswertung alle Resultate gewertet.

### Fahrerwertung
| Pos. | Fahrer           | Konstrukteur           | Punkte |
| ---- | ---------------- | ---------------------- | ------ |
| 01   | Elio de Angelis  | Lotus-Renault          | 16     |
| 02   | Michele Alboreto | Ferrari                | 12     |
| 03   | Patrick Tambay   | Renault                | 10     |
| 04   | Ayrton Senna     | Lotus-Renault          | 9      |
| 05   | Alain Prost      | McLaren-TAG-Porsche    | 9      |
| 06   | Thierry Boutsen  | Arrows-BMW             | 6      |
| 07   | Nigel Mansell    | Williams-Honda         | 4      |
| 08   | Niki Lauda       | McLaren-TAG-Porsche    | 3      |
| 09   | René Arnoux      | Ferrari                | 3      |
| 10   | Stefan Johansson | Ferrari / Tyrrell-Ford | 1      |
| 11   | Jacques Laffite  | Ligier-Renault         | 1      |
| 12   | Stefan Bellof    | Tyrrell-Ford           | 1      |
| 13   | Derek Warwick    | Renault                | 0      |
| 14   | Martin Brundle   | Tyrrell-Ford           | 0      |

| Pos. | Fahrer             | Konstrukteur      | Punkte |
| ---- | ------------------ | ----------------- | ------ |
| 15   | Nelson Piquet      | Brabham-BMW       | 0      |
| 16   | Piercarlo Ghinzani | Osella-Alfa Romeo | 0      |
| 17   | Philippe Alliot    | RAM-Hart          | 0      |
| 18   | Manfred Winkelhock | RAM-Hart          | 0      |
| –    | Gerhard Berger     | Arrows-BMW        | 0      |
| –    | Eddie Cheever      | Alfa Romeo        | 0      |
| –    | Pierluigi Martini  | Minardi-Ford      | 0      |
| –    | Andrea de Cesaris  | Ligier-Renault    | 0      |
| –    | Riccardo Patrese   | Alfa Romeo        | 0      |
| –    | Keke Rosberg       | Williams-Honda    | 0      |
| –    | François Hesnault  | Brabham-BMW       | 0      |
| –    | Mauro Baldi        | Spirit-Hart       | 0      |
| –    | Jonathan Palmer    | Zakspeed          | 0      |

### Konstrukteurswertung
| Pos. | Konstrukteur        | Punkte |
| ---- | ------------------- | ------ |
| 01   | Lotus-Renault       | 25     |
| 02   | Ferrari             | 16     |
| 03   | McLaren-TAG-Porsche | 12     |
| 04   | Renault             | 10     |
| 05   | Arrows-BMW          | 6      |
| 06   | Williams-Honda      | 4      |
| 07   | Ligier-Renault      | 1      |
| 08   | Tyrrell-Ford        | 1      |

| Pos. | Konstrukteur      | Punkte |
| ---- | ----------------- | ------ |
| 09   | Osella-Alfa Romeo | 0      |
| 10   | RAM-Hart          | 0      |
| –    | Alfa Romeo        | 0      |
| –    | Minardi-Ford      | 0      |
| –    | Brabham-BMW       | 0      |
| –    | Spirit-Hart       | 0      |
| –    | Zakspeed          | 0      |